# حيدر باش
حيدر باش (28 يناير 1947، طرابزون - 14 أبريل 2020، طرابزون)، سياسي ورجل أعمال تركي. ومؤسس حزب تركيا المستقلة وزعيمه. انتمى للصوفية القادرية. توفي في 14 أبريل 2020 في إحدى مستشفيات طرابزون بعد إصابته بفيروس كوفيد-19.

## سيرته عرصا
أكمل تعليمه الابتدائي والثانوي والثانوي في طرابزون، وتخرج من المعهد الإسلامي العالي في قيصرية عام 1970. ثم حصل على تعليمه العالي والدكتوراه من جامعة باكو الحكومية.
انضم عام 1970 إلى حزب السلامة الوطني، لكن طرده رئيس الحزب نجم الدين أربكان من الحزب. وفي 25 سبتمبر 2001، أسس حزب تركيا المستقلة والذي قاده حتى وفاته.